# Test nucleare

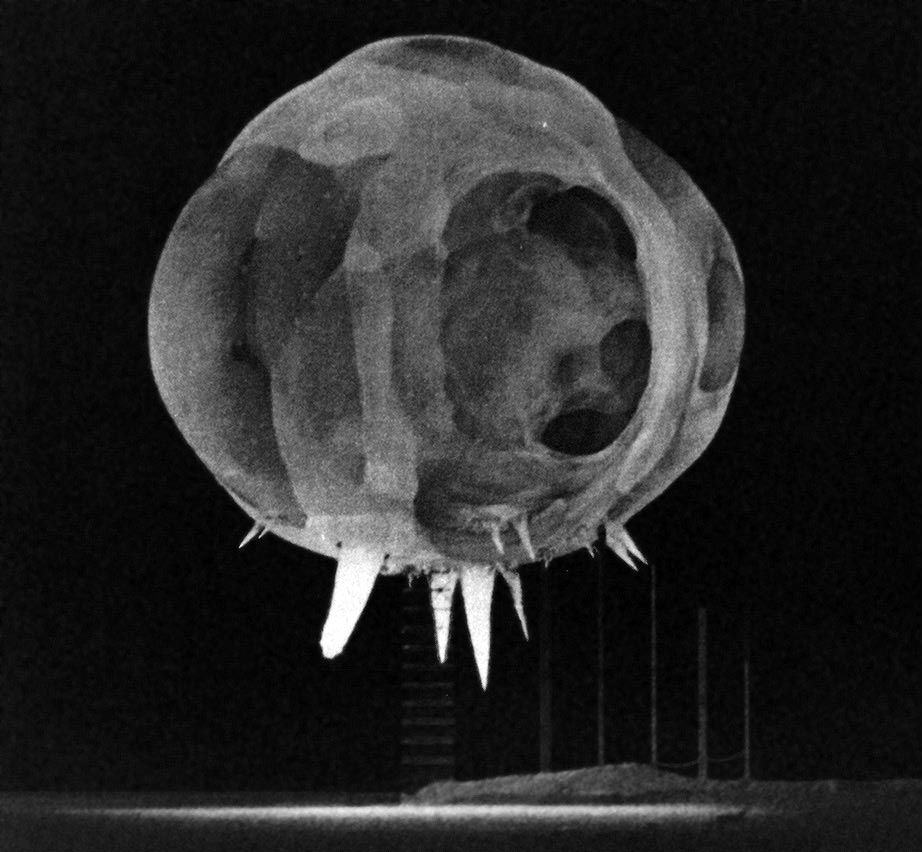
Test nucleare della serie Tumbler Snapper

Un test nucleare è un'esplosione nucleare condotta principalmente a scopi militari, per verificare la potenza di un ordigno in fase di progettazione o per verificare l'efficienza di un ordigno presente in un arsenale.
I dieci Stati che fino ad oggi hanno condotto esperimenti nucleari sono Stati Uniti d'America, URSS/Federazione Russa, Regno Unito, Francia, Cina, India, Pakistan e Corea del Nord.
Sudafrica e Israele non hanno mai compiuto test ufficiali, ma sono considerati fra i possibili responsabili del cosiddetto “incidente Vela”. In quell'occasione un'esplosione, sembra di origine nucleare, fu osservata nell'Atlantico del Sud. I responsabili non furono mai identificati, e le conclusioni dei rapporti investigativi sono secretate.

## Storia
Il primo test nucleare della storia è stato il Trinity, avvenuto nel poligono di Alamogordo nel deserto di Jornada del Muerto nel Nuovo Messico, USA, il 16 luglio 1945 alle ore 5:29:45 nell'ambito del Progetto Manhattan. Dopo le esplosioni di Hiroshima e Nagasaki, mano a mano che nuovi Stati si aggiungevano a quello che sarebbe poi stato chiamato il "club nucleare" e la guerra fredda spingeva verso l'alto il numero delle armi nucleari in un'escalation dominata da USA e URSS, le esplosioni atomiche o nucleari di test si sono moltiplicate.
All'inizio le esplosioni venivano condotte con poco riguardo per l'ambiente a causa di una non perfetta conoscenza degli effetti a lungo termine delle radiazioni nucleari. In questa fase i test nucleari venivano condotti principalmente sul terreno aperto o nell'atmosfera, per verificare la dinamica delle esplosioni nucleari ed i loro effetti su cose e persone, progettare nuove armi nucleari e studiare il successivo fallout radioattivo, che è molto maggiore se l'esplosione nucleare avviene al suolo o sulla superficie del mare.
Secondo l'americana Arms Control Association, ente non governativo indipendente per il controllo ed il contrasto alla diffusione degli armamenti, dal 16 luglio del 1945 al febbraio 2019 sono stati effettuati in totale 2 056 test nucleari (non considerando le due bombe sganciate durante la seconda guerra mondiale), dei quali 528 atmosferici e 1 528 sotterranei.

## Trattati internazionali

Test nucleare Crossroads

Questa prima fase si chiuse con il PTBT (Partial Test Ban Treaty, Trattato sul bando parziale dei test nucleari), firmato il 5 agosto 1963 ed entrato in vigore il 10 ottobre 1963 che proibì agli Stati firmatari i test in atmosfera, terrestri e sottomarini lasciando la possibilità di effettuare ancora quelli sotterranei.
Successivamente i test nucleari sono dunque continuati nel sottosuolo, e con potenze minori a partire dalla firma tra USA e URSS del TTBT (Threshold Test Ban Treaty, Trattato sulla soglia dei test nucleari), firmato il 3 luglio 1974, che limita le esplosioni sotterranee alla potenza di 150 chilotoni.
Il 24 settembre 1996 è stato proposto un nuovo trattato, il CTBT (Comprehensive Test Ban Treaty, Trattato complessivo sulla messa al bando dei test nucleari), ma all'ottobre 2012 non è ancora entrato in vigore.

## Cronologia

### Primo esperimento degli Stati che possiedono armi nucleari
| Nazione          | Nome in codice del test | Località                                                                                | Data             | Potenza in chilotoni (kT) | Numero totale di test effettuati |
| ---------------- | ----------------------- | --------------------------------------------------------------------------------------- | ---------------- | ------------------------- | -------------------------------- |
| Stati Uniti      | Trinity                 | Poligono di Alamogordo nel deserto di Jornada del Muerto nel Nuovo Messico, Stati Uniti | 16 luglio 1945   | 19                        | 1 054                            |
| Unione Sovietica | RDS-1                   | Poligono di Semipalatinsk, Kazakistan                                                   | 19 agosto 1949   | 22                        | 715                              |
| Regno Unito      | Hurricane               | Montebello Island nella regione di Pilbara, Australia                                   | 3 ottobre 1952   | 25                        | 45                               |
| Francia          | Gerboise bleue          | Oasi di Reggane nel deserto del Sahara, provincia di Adrar, Algeria                     | 13 febbraio 1960 | 70                        | 210                              |
| Cina             | 596                     | Lop Nur nel deserto di Taklamakan, Regione Autonoma Uigura dello Xinjiang, Cina         | 16 ottobre 1964  | 22                        | 45                               |
| India            | Smiling Buddha          | Pokaran nel Rajasthan, India                                                            | 18 maggio 1974   | 12                        | 6                                |
| Pakistan         | Chagai-I                | Chagai Hills, nel distretto di Chagai, in Belucistan, Pakistan                          | 28 maggio 1998   | 36–40                     | 6                                |
| Corea del Nord   | sconosciuto             | Sito di Punggye-ri nella contea di Kalju nella parte nord di Hamkyong, Corea del Nord   | 9 ottobre 2006   | ~1                        | 6                                |

C'è incertezza su diversi episodi registrati che potrebbero essere test nucleari non denunciati dall'autorità che li ha eseguiti. Il più noto di questi è il cosiddetto incidente Vela che potrebbe trattarsi di un esperimento nucleare condotto dal Sudafrica, da Israele o da entrambe queste nazioni.

### Altri esperimenti rilevanti
| Nazione          | Nome in codice del test | Località                                                                                | Data             | Potenza in chilotoni (kT) | Note |
| ---------------- | ----------------------- | --------------------------------------------------------------------------------------- | ---------------- | ------------------------- | --- |
| Stati Uniti      | Crossroads - Able       | Atollo di Bikini, Isole Marshall                                                        | 1º luglio 1946   | 23                        | Primo test atomico statunitense dopo il Trinity. Il "fungo atomico" salì rapidamente in 3 minuti e 30 secondi all'altezza di 10 000 metri. Affondarono subito tre navi scorta e un cacciatorpediniere e, il giorno seguente, un incrociatore di 10 000 tonnellate, tutti ancorati nel raggio di un chilometro dall'epicentro dello scoppio. |
| Stati Uniti      | Crossroads - Baker      | Atollo di Bikini, Isole Marshall                                                        | 25 luglio 1946   | 23                        | Primo test sott'acqua della storia alla profondità di 71 metri |
| Stati Uniti      | George                  | Atollo di Enewetak, Isole Marshall                                                      | 8 maggio 1951    | 225                       | Prima bomba a fissione-fusione della storia che liberò un'energia di alcune centinaia di chilotoni |
| Unione Sovietica | Joe 4                   | Poligono di Semipalatinsk, Kazakistan                                                   | 12 agosto 1952   | 400                       | Prima "superbomba" sovietica |
| Stati Uniti      | Ivy Mike                | Atollo di Enewetak, Isole Marshall                                                      | 1º novembre 1952 | 10 400                    | Prima vera e propria bomba all'idrogeno statunitense |
| Stati Uniti      | Castle Bravo            | Atollo di Bikini, Isole Marshall                                                        | 1º marzo 1954    | 15 000                    | La più potente bomba all'idrogeno sperimentata dagli USA |
| Unione Sovietica | RDS-37                  | Poligono di Semipalatinsk, Kazakistan                                                   | 23 novembre 1955 | 1 600                     | Prima vera bomba all'idrogeno sovietica |
| Regno Unito      | Grapple X               | Tra le isole Malden e Kirimati, Kiribati                                                | 8 novembre 1957  | 1 800                     | Prima bomba termonucleare "staged" |
| Unione Sovietica | Ivan                    | Baia di Mitjušicha sull'isola di Novaja Zemlja a nord del circolo polare artico, Russia | 31 ottobre 1961  | 57 000                    | La più potente bomba all'idrogeno mai sperimentata dall'uomo |
| Cina             | Test n. 6               | Lop Nur, Malan, Xinjiang, Cina                                                          | 17 giugno 1967   | 3 300                     | Prima bomba termonucleare "staged" |
| Francia          | Canopus                 | Atollo di Fangataufa, Polinesia Francese, Francia                                       | 24 agosto 1968   | 2 600                     | Prima bomba termonucleare "staged" |
| India            | Pokhran-II              | Presso Pokaran, Rajasthan, India                                                        | 11 maggio 1998   | 60                        | Prima potenziale bomba a fusione "boosted" / Prima bomba a fissione "deployable" |
| Corea del Nord   | sconosciuto             | Sito di Punggye-ri nella contea di Kalju nella parte nord di Hamkyong, Corea del Nord   | 25 maggio 2009   | 5-15                      | Secondo test nordcoreano di una bomba a fissione |
| Corea del Nord   | sconosciuto             | Sito di Punggye-ri nella contea di Kalju nella parte nord di Hamkyong, Corea del Nord   | 3 settembre 2017 | 120                       | Sesto test nucleare nordcoreano, primo con una bomba a idrogeno |

## Effetti sull'ambiente

Test nucleare:
1) atmosferico
2) sotterraneo
3) esoatmosferico
4) subacqueo

Secondo Greenpeace, sono stati circa 2 044 i test condotti fino all'aprile 1996, 711 dei quali nell'atmosfera o in aree marine, per una potenza complessiva di 438 megatoni, ossia l'equivalente di circa 35 000 bombe di Hiroshima. Queste esplosioni hanno portato alla dispersione nell'ambiente di circa 3 800 chilogrammi di plutonio e di circa 4 200 chilogrammi di uranio.